# خايمي أونسينس
خايمي أونسينس (بالبرتغالية: Jaime Oncins‏) مواليد 16 يونيو 1970 في ساو باولو، هو لاعب كرة مضرب برازيلي سابق بدأ مسيرته كمحترف سنة 1988 وكان يلعب باليد اليمنى، اعتزل اللعب في 2001. أعلى تصنيف له في الفردي كان المركز الـ 34 في سنة 1993. سبق أن شارك في دورة الألعاب الأولمبية الصيفية. شارك أونسينس في بطولة فرنسا المفتوحة 1992، حيث وصل إلى دور الـ 16، وخسر أمام بتر كوردا في الدور النهائي.

## روابط خارجية
- خايمي أونسينس على موقع رابطة محترفي التنس (الإنجليزية)
- خايمي أونسينس على موقع الاتحاد الدولي لكرة المضرب (الإنجليزية)
- خايمي أونسينس على موقع كأس ديفيز (الإنجليزية)
- خايمي أونسينس على موقع خلاصة التنس.كوم (الإنجليزية)
- خايمي أونسينس على موقع أوليمبيديا (الإنجليزية)